# Cypern i Eurovision Song Contest 2017
Cypern deltog i Eurovision Song Contest 2017 i Kiev, Ukraina. Landet representerades av artisten Hovig med låten "Gravity". Under ESC lyckades Cypern kvala sig till finalen och slutade på en 21:a plats

## Internval
Den 21 oktober 2016 bekräftade CyBC att Hovig skulle representera landet. Den 1 mars 2017 släpptes låten "Gravity" officiellt. Thomas G:son har skrivit låten